# Соотечественники
Соотечественники — лица, родившиеся в одном государстве, проживающие, либо проживавшие в нём и обладающие признаками общности культурного наследия, а также потомки указанных лиц по прямой нисходящей линии.
Соотечественников также возможно трактовать как: лица, родившиеся в одном государстве, проживающие либо проживавшие в нём, а также потомки указанных лиц по прямой нисходящей линии, независимо от национальности, языка, религии, культурного наследия, традиций и обычаев. В других источниках указано что Сооте́чественник, соотечественница, соо́тчич, соо́тченка рождённый в одном отечестве, отчизне; соо́тчич, нашеземец (своеземец), единоземец (одноземец), соземец, земляк, наш, родович, роди́нич, соро́дич; рожденный в одном с кем государстве, или в одной губернии, или однодеревенец, и соотечественник, земляк — Компатриот, (франц.).

## Российские соотечественники
Современные научные круги, предпринимая попытку выделить понятие «соотечественник за рубежом», дают также следующую трактовку: «Зарубежный российский соотечественник — индивид, имеющий происхождение из ранее единого государства (Российского государства, Российской Республики, РСФСР, Союза ССР, Российской Федерации — России), владеющий русским языком, идентифицирующий себя с Россией и лояльно относящийся к ней, ощущающий духовно-культурные связи с прародиной, поддерживающий контакты с Российской Федерацией».

### Правовой статус
В России понятие «соотечественник» является также правовым статусом. Статус соотечественников регулируется федеральным законом «О государственной политике России в отношении соотечественников за рубежом». В законе закреплено следующее определение термина «соотечественники»:
1. Соотечественниками являются лица, родившиеся в одном государстве, проживающие либо проживавшие в нем и обладающие признаками общности языка, религии, культурного наследия, традиций и обычаев, а также потомки указанных лиц по прямой нисходящей линии.
Закон определяет также понятие «соотечественники за рубежом»:
2. Под понятием «соотечественники за рубежом» (далее — соотечественники) подразумеваются:

 — граждане Российской Федерации, постоянно проживающие за пределами Российской Федерации (далее — граждане Российской Федерации, проживающие за рубежом);
 — лица и их потомки, проживающие за пределами территории Российской Федерации и относящиеся, как правило, к народам, исторически проживающим на территории Российской Федерации, а также сделавшие свободный выбор в пользу духовной, культурной и правовой связи с Российской Федерацией лица, чьи родственники по прямой восходящей линии ранее проживали на территории Российской Федерации, в том числе:
 — лица, состоявшие в гражданстве Союза ССР, проживающие в государствах, входивших в состав СССР, получившие гражданство этих государств или ставшие лицами без гражданства (далее — лица, состоявшие в гражданстве СССР);
 — выходцы (эмигранты) из Российского государства, Российской республики, РСФСР, СССР и Российской Федерации — России, имевшие соответствующую гражданскую принадлежность и ставшие гражданами иностранного государства либо имеющие вид на жительство или ставшие лицами без гражданства (далее -выходцы (эмигранты));

В России действует Программа возвращения соотечественников в Россию. 

```

```

12 апреля 2006 года председатель комиссии Общественной палаты по международному сотрудничеству и общественной дипломатии Вячеслав Никонов и ряд других участников парламентских слушаний в Совете Федерации предложили предоставить всем российским соотечественникам за рубежом право безвизового въезда на территорию РФ. По итогам слушаний было принято решение — направить данный законопроект в Правительственную комиссию по делам соотечественников за рубежом, а также в рабочую группу для дальнейшей доработки. На одном из заседаний Правительственной комиссии участники дискуссии считают целесообразным рассмотреть вопрос о разработке подзаконных актов по определению статуса соотечественника и порядке выдачи соответствующего удостоверения. Правительству РФ рекомендовано предусмотреть разработку Федерального закона «О репатриации в российскую Федерацию».

### Официальные учреждения Российской Федерации
Вопросами, связанными с соотечественниками за рубежом, занимается Правительственная комиссия по делам соотечественников за рубежом вместе с Россотрудничеством и осуществляют деятельность в сфере помощи и содействия.

### Официальные информационные ресурсы
В целях информирования соотечественников, проживающих за рубежом, о возможностях участия в Государственной программе, переселения на постоянное место жительства в Россию, трудоустройства и жилищного обустройства в территориях вселения органами государственной власти созданы и функционируют информационные ресурсы:
- Справочное издание МИД России «В помощь российскому соотечественнику за рубежом» ;
- портал «Русский век» (МИД России);
- АИС «Соотечественники» (Минздравсоцразвития России);
- Международный интернет-форум «Интеграция соотечественников» (Минрегион России) .

### Организации соотечественников
В 2002 году был учреждён Международный совет российских соотечественников, объединяющий 140 организаций из 53 стран мира.
Согласно статье 26 закона «О государственной политике Российской Федерации в отношении соотечественников за рубежом», высшим представительным органом, обеспечивающим взаимодействие соотечественников с органами государственной власти РФ и органами государственной власти субъектов РФ, является Всемирный конгресс соотечественников.
Всемирный координационный совет российских соотечественников является органом Всемирного конгресса соотечественников, обеспечивающим координацию деятельности Координационных советов (КС) организаций российских соотечественников и Региональных КС. ВКС является высшим органом, обеспечивающим в период между всемирными форумами соотечественников в целях осуществления их решений взаимодействие объединений соотечественников с государственными учреждениями России и ее субъектов. ВКС выступает в роли рабочего органа по подготовке и организации всемирных форумов соотечественников.